# Банк Замбии
Банк Замбии (англ. Bank of Zambia) — центральный банк Замбии.

## История
В 1956—1965 годах право эмиссии на территориях Южной Родезии, Северной Родезии и Ньясаленда (современные Зимбабве, Замбия и Малави) принадлежало Банку Родезии и Ньясаленда.
7 августа 1965 года учреждён Банк Замбии.